# Richard Torrez
Richard Torrez (Tulare, 1 de junio de 1999) es un deportista estadounidense que compite en boxeo. Participó en los Juegos Olímpicos de Tokio 2020, obteniendo una medalla de plata en el peso superpesado.

## Palmarés internacional
| Juegos Olímpicos | Juegos Olímpicos   | Juegos Olímpicos | Juegos Olímpicos |
| Año              | Lugar              | Medalla          | Categoría        |
| ---------------- | ------------------ | ---------------- | ---------------- |
| 2020             | Tokio 2020 (Japón) | Medalla de plata | +91 kg           |